# Lucas M. Miller
Lucas Miltiades Miller (* 15. September 1824 in Livadia, Griechenland; † 4. Dezember 1902 in Oshkosh, Wisconsin) war ein US-amerikanischer Politiker. Zwischen 1891 und 1893 vertrat er den Bundesstaat Wisconsin im US-Repräsentantenhaus.

## Werdegang
Im Alter von vier Jahren wurde Lucas Miller nach dem Tod seiner leiblichen Eltern Vollwaise. Daraufhin wurde er von J.P. Miller, einem Amerikaner, der damals als Oberst der griechischen Armee am dortigen Unabhängigkeitskrieg teilnahm, adoptiert. Im gleichen Jahr 1828 kam er mit seinem Adoptivvater in die Vereinigten Staaten. Dort ließ sich die Familie in Montpelier im Staat Vermont nieder, wo Lucas die öffentlichen Schulen besuchte. Nach einem anschließenden Jurastudium und seiner im Jahr 1845 erfolgten Zulassung als Rechtsanwalt praktizierte er in Oshkosh im Wisconsin-Territorium in diesem Beruf. In seiner neuen Heimat begann er außerdem in der Landwirtschaft zu arbeiten. Während des Mexikanisch-Amerikanischen Krieges war er Oberst der Miliz.
Nach dem Krieg begann Miller als Mitglied der Demokratischen Partei eine politische Laufbahn. Im Jahr 1853 wurde er Abgeordneter in der Wisconsin State Assembly. Gleichzeitig war er Mitglied im Regierungsausschuss zur Vergabe der öffentlichen Arbeiten. Zehn Jahre lang führte er den Vorsitz im Kreisrat des Winnebago County. Bei den Kongresswahlen des Jahres 1890 wurde Miller im sechsten Wahlbezirk von Wisconsin in das US-Repräsentantenhaus in Washington, D.C. gewählt, wo er am 4. März 1891 die Nachfolge von Charles B. Clark von der Republikanischen Partei antrat. Da er für die Wahlen des Jahres 1892 von seiner Partei nicht zur Wiederwahl nominiert wurde, konnte er bis zum 3. März 1893 nur eine Legislaturperiode im Kongress absolvieren.
Nach seinem Ausscheiden aus dem US-Repräsentantenhaus ist Lucas Miller politisch nicht mehr in Erscheinung getreten. Er starb am 4. Dezember 1902 in Oshkosh.